# Aloe hazeliana
Aloe hazeliana är en grästrädsväxtart som beskrevs av Gilbert Westacott Reynolds. Aloe hazeliana ingår i släktet Aloe och familjen grästrädsväxter.

## Underarter
Arten delas in i följande underarter:
- A. h. hazeliana
- A. h. howmanii